# Стародавні ассирійці
Не слід плутати з Євреями, Не слід плутати з Вірмени|Вірменами
Стародавні Ассирійці - населення Північного Межиріччя (Ассирії) II-I тис. до н. е. які розмовляли ассирійською мовою.

## Назва
Етнонім «Ассирійці» пов'язаний з однойменною областю, назва якої в свою чергу сходить до міста Ашшур - столиці цих земель.

## Походження
Стародавні ассирійці сформувалися в II тис. до н. е. з населення Північного Межиріччя - аккадомовних громад, амореїв, можливо за участю хурритів і залишків субареїв.

## Антропологічний тип
Дослідники відносять стародавнє населення Північного Межиріччя до Ассирійского типу європеоїдної раси. Це люди зі світлою шкірою, карими очами, трохи виступаючим/рівним носом, плоскою потилицею, каштановими волоссями і тонкими та роздільними бровами.

## Мова і писемність
Стародавні ассирійці розмовляли і писали на особливих (ассирійських) діалектах аккадської мови. У I тис. до н. е. широко поширюється арамейська мова.

## Історія
Обставини формування спільності стародавніх ассирійців залишаються неясними. Відомо, що в III тис. до н. е. на території Північного Межиріччя існувало кілька номів/міст-держав, в населенні яких були присутні аккадомовні елементи. Корінну територію Ассирії складали землі в середній течії Тигра, в тому числі горбисті долини Великого (Верхнього) і Малого (Нижнього) Заба. Найважливішими центрами тут були Ніневія, Ашшур, Аррапху, Арбели.
У другій половині III тис. до н. е. ці землі, які іменувалися «Субарту», увійшли в сферу впливу могутніх держав Південного Межиріччя - Аккаду й царства III династії Ура. Найважливіше значення для місцевих міст мала участь у міжрегіональній торгівлі; тому громади прагнули взяти під контроль торгові шляхи, що йшли через верхньомесопотамські степи в Анатолію і Східне Середземномор'я.
Занепад Шумеро-Аккадського царства дозволяє міській громаді Ашшура (а́лум А́шшур) зробити спроби власної експансії, в результаті якої вдалося підкорити шумеро-аккадську колонію Гасур (Нузі), влаштуватися в міжнародній торговій колонії Каніш.
З крахом Шумеро-Аккадського царства в Межиріччі стали масово розселятися амореї. У самосвідомості стародавніх ассирійців важливе значення зіграло велике, але недовговічне об'єднання аморейського вождя Шамші-Ад'ада I, що включало основну частину земель Північного Межиріччя. Столицею Шамші-Адад був Шубат-Елліль; ассирійські писарі згодом вважали Шамші-Ад'ада I одним зі своїх царів і ретельно зберігали пам'ять про нього. Після розпаду "Староассирійської" держави Шамші-Ад'ада розглянута область і саме місто Ашшур потрапили під владу Вавилонії, потім - Мітаннії. Лише у другій половині II тис. до н. е. ассирійцям вдалося повернути незалежність і відновити торгово-військову експансію. Завоювання Ашшур-убалліта I, Тукульті-Нінурти I і Тиглатпаласара I перетворили Ассирію в одну з великих держав. Власне з цього часу під Ассирією стала розумітися вся історична область на Середньому Тигрі, а не тільки ном Ашшур. Катастрофа бронзової доби завдала тяжкого удару по ассирійській державності: полчища арамеїв наповнили країну, протягом декількох десятиліть країна перебувала в занепаді. На початку I тис. до н. е. Ассирія подолала занепад і відновила завойовницьку політику, що в підсумку зробило її однією з найбільших держав в історії людства (першою "світовою" імперією). Тим не менш, в цей час аккадомовні ассирійці піддаються асиміляції з боку арамеїв; арамейська мова витісняє аккадську з розмовної; головними центрами аккадської ассирійської культури залишалися міста.
Крах Ассирії і подальше тотальне винищення населення її міст мідійцями, скіфами, і вавилонянами призвело до зникнення аккадомовної ассирійської народності. Нечисленні врятовані її представники були асимільовані представниками інших груп населення, в першу чергу, арамеями.

## Спадковість з сучасними ассирійцями
Сучасні Ассирійці це прямі нащадки стародавніх ассирійців. Мова сучасних ассирійців веде до ассирійських та декількох арамейських діалектів. У середовищі сучасних ассирійців прийнято відносити себе до нащадків аккадомовного населення Стародавнього Межиріччя. З точки зору академічної науки, питання є дискусійним: частина дослідників (Р. Дж. Біггс, Р. Н. Фрай та ін.) підтримують цю точку зору.